# Firme (1755)
El Firme fue un navío de línea de dos cubiertas y con portas para 74 cañones nominales, líder de su clase homónima y botado para la Armada española en 1755. Como todos los navíos de nombre no religioso, se puso bajo la advocación de un santo, en este caso San Zenón. De acuerdo con los estándares británicos el buque quedaba categorizado como navío de línea de tercera clase.

## Construcción
El barco fue encargado en el Arsenal de la Carraca en Cádiz, donde se colocó la quilla el 16 de mayo de 1752, iniciándose los trabajos simultáneamente con el Aquiles. El barco fue botado el 22 de junio de 1754. Su diseño correspondió a Matthew Mullins, castellanizado como Mateo Mullan. El sistema seguido fue "a la inglesa", establecido por Jorge Juan.

## Historial
El 7 de noviembre de 1754, el navío inició sus patrullas por el Atlántico con el Aquilón, al mando de Juan Antonio de la Colina. Llegó a Cádiz procedente de las Islas Canarias el 7 de mayo de 1755 con 100.000 pesos. El 29 de agosto de 1759, zarpó de Cádiz con destino a Nápoles para participar en la escolta de Carlos III a España. Luchó contra piratas argelinos hasta regresar a Cartagena para reparaciones en diciembre de 1760.
En octubre de 1761, zarpó de Cádiz con destino a Cartagena de Indias. Regresó a Cádiz el 20 de diciembre de 1764 escoltando dos buques mercantes con un total de 1,9 millones de pesos. Llegó a Cádiz el 2 de julio de 1767 con dos buques mercantes con 134.362 pesos. Partió de Cádiz con destino a Ferrol, donde se topó con seis jabeques argelinos. En junio de 1779, zarpó de Oporto para bloquear la navegación mercante británica. Participó en el Sitio de Gibraltar en 1780 y en la segunda expedición al Canal de la Mancha en la flota de Córdoba en junio de 1781.
En junio de 1782, el barco zarpó en la Tercera Expedición al Canal de la Mancha. En septiembre de 1782, participó en el ataque a Gibraltar. En junio de 1790, se unió a la flota del Marqués de Socorro en la Crisis de Nutka. En 1793, se unió a la flota de Lángara en el Sitio de Tolón. El 13 de enero de 1794 zarpó de Túnez, repleto de provisiones para las fuerzas de Pedro Autrán, siendo insuficientes para cubrir sus necesidades y regresando a Cartagena el 4 de marzo. Estando el buque amarrado en el puerto de La Habana, el 27 de agosto de 1794 y como resultado de un huracán, le fallaron dos amarres y quedó varado en Tallapiedra, junto con la fragata Minerva. El 12 de enero de 1797, se unió a la flota de José de Córdova y Ramos. El 14 de febrero de 1797 tras zarpar de Cartagena, participa en la Batalla del Cabo de San Vicente al mando del capitán de navío D. Bruno Ayala, siguiendo siendo jefe de escuadra el teniente general D. José de Córdova y Ramos, en la que dos miembros de su tripulación murieron y uno resultó herido, siendo el buque que resultó con menores víctimas en la batalla. En 1798 y 1799, fue bloqueado por la flota del almirante John Jervis en Cádiz. Fue puesto en reserva en Cádiz en 1801.
En abril de 1805 y al mando del capitán de navío Rafael de Villavicencio y de la Serna, zarpó con el Terrible, el España y la fragata Magdalena rumbo a Martinica, estando la flota al mando de Gravina, para unirse a la flota del almirante Villeneuve de la Armada Francesa. El barco fue capturado por la Marina Real Británica frente al Cabo Finisterre el 22 de julio de 1805 contra la flota al mando del almirante Robert Calder, sufriendo 41 fallecidos y 97 heridos, tras haber quedado desarbolado de todos sus palos y aislado del resto de la escuadra. El 31 de julio de 1805, el barco fue identificado como los restos de un naufragio en Plymouth, no siendo utilizado por los británicos sino como simple pontón para prisioneros durante una semana, sin llegar a asignarse a la Royal Navy por su mal estado tras la batalla. Otras fuentes señala que fue deshecho en el Arsenal de la Carraca por falta de recursos para carenarlo, en 1808.